# Combat de Takoubao
Le combat de Takoubao ou de Tacoubao, Taqinbawt en touareg est livré dans la nuit du 14 janvier au 15 janvier 1894 au Mali, non loin de Goundam et de Tombouctou, pendant les opérations de conquête de la région par les troupes françaises.

## Déroulement
La colonne commandée par le lieutenant-colonel Eugène Bonnier est attaquée par surprise au bivouac par des guerriers touaregs Tenguérif et anéantie.

## Conséquences
Un seul des officiers, le capitaine Nigote, parvient à s'échapper. Le bilan est de 13 officiers et sous-officiers européens, 67 tirailleurs africains et 14 membres du personnel de soutien, guide, interprètes et serviteurs tués. Une première source orale touareg n'avoue chez les Imouchar (nobles) qu'un mort accidentel et un blessé, le frère de Mohamed ag Awwab, Chebboum. C'est également à ce dernier que la tradition orale attribue la mort du lieutenant-colonel Eugène Bonnier. Une seconde source orale touareg fait état d'une résistance farouche de quelques officiers français et de pertes touaregs importantes, sans toutefois préciser de chiffre.
Prévenu le 2 février à Goundam, Joseph Joffre découvre les corps et les restes du champ de bataille le 8 février. Il mène ensuite les représailles et pacifie le pays autour de Tombouctou, aidé en cela par les dirigeants songhaïs.
Le site de Tacoubao est situé dans la commune rurale de Doukouria.

## Sources
- Jacques Frémeaux, De quoi fut fait l'empire les guerres coloniales au XIXe siècle, Paris, CNRS éditions, coll. « Historie », 2009, 576 p. (ISBN 978-2-271-06881-1).
- (en) Pascal James Imperato, Historical dictionary of Mali, Metuchen, N.J, Scarecrow Press, coll. « African historical dictionaries » (no 11), 1986, 359 p. (ISBN 978-0-810-81885-9).